# 아키바 섀퍼

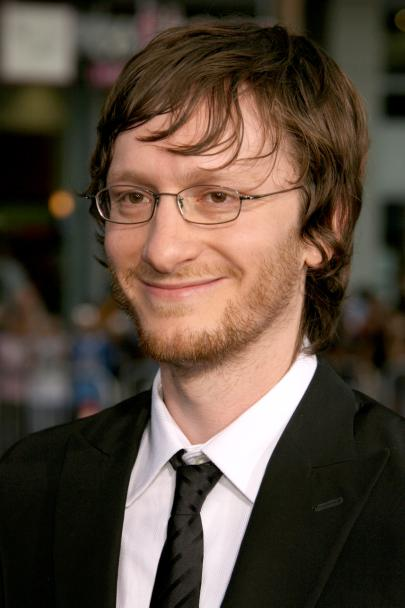

아키바 섀퍼(Akiva Schaffer, 1977년 12월 1일 ~ )는 미국의 영화 감독, 각본가, 영화 프로듀서, 영상 편집자, 작곡가 겸 작사가, 작가, 텔레비전 배우, 영화배우, 가수이다.
버클리에서 태어났다.

## 영화
- 브릭스비 베어 (2017년)
- 론리아일랜드의 팝스타 (2016년)
- 나쁜 이웃들 (2014년) - 토가2 역
- 왓치 (2012년)
- 맥그루버 (2010년)
- 익스트림 무비 (2008년)
- 핫라드 (2007년)